# Sergio Fernández Fernández
Pour les articles homonymes, voir Sergio Fernández.
Sergio Fernández Fernández, né le 28 janvier 1939 à Punta Arenas au Chili et mort le 1er avril 2024 à Santiago, est un homme politique chilien.

#### Dictature militaire

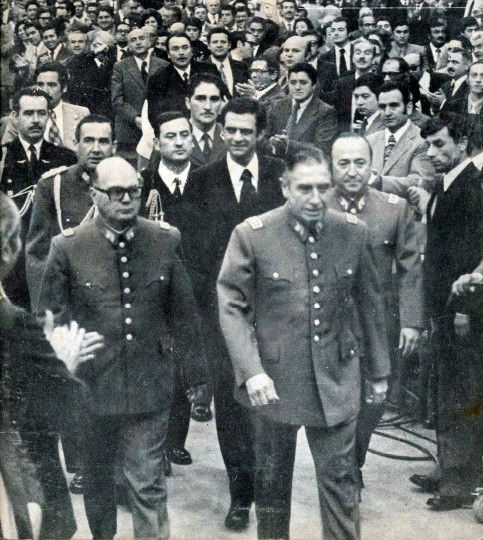
Augusto Pinochet avec le général César Benavides suivi de Sergio Fernández Fernández lors d'un événement au bâtiment Diego Portales (siège du ministère de la Défense nationale), 1er mai 1976.

## Biographie
Sergio Ramiro Fernández Fernández

## Fonctions
- Du 8 mars 1976 au 12 avril 1978 : ministre du Travail.
- Du 12 avril 1978 au 22 avril 1982 : ministre de l'Intérieur.
- Du 7 juillet 1987 au 21 octobre 1988 : ministre de l'Intérieur.